# Puchner-kastély
A Puchner-kastély a Mecsek lábainál elterülő Hegyhát völgyében, a Tolna-Baranya megyehatár mentén, Bikal alig ezer lakosú faluban található.

## A kastély története
A bikali kastély névadója, a császárhoz hű, Selmecbányáról származó Puchner Antal Szaniszló, aki a napóleoni háború után Itáliában szolgált majd, 1846-ban erdélyi főparancsnokká nevezték ki és az  1849-es erdélyi hadjáratban többször is összecsapott a honvédekkel, később politikai megbízatást kapott és Velence kormányzója lett.
A három falut magába foglaló bikali uradalmat az uralkodó 1841-ben adományozta Puchner Antalnak a császári tábornokként elért katonai sikerei elismeréseként. A báró ekkor látogatott először birtokára, ahol az 1840-es évek végén kastély építésébe kezdett és amikor 1849-ben a tábornok fia, Hannibál ellátogatott a birtokra, a kastély épülete már állt, csak az emeleti részen folytak még belső munkálatok. Puchner tábornok halála után Hannibál vette át a birtokot és a park telepítése mellett a kastélyt is átépítette. Az ő idősebbik fiának, Károlynak nagy tervei voltak a kastély bővítésével kapcsolatban ám korai halála miatt ennek megvalósítása fiatal özvegyére maradt. Az épület 1889-re nyerte el a ma is látható, romantikában gyökerező historizáló formáját, addigra fejeződtek be a megkezdett átalakítási munkálatok. A kastélyt 1993-1996 között felújították, majd egy évre rá műemlékké nyilvánították. 

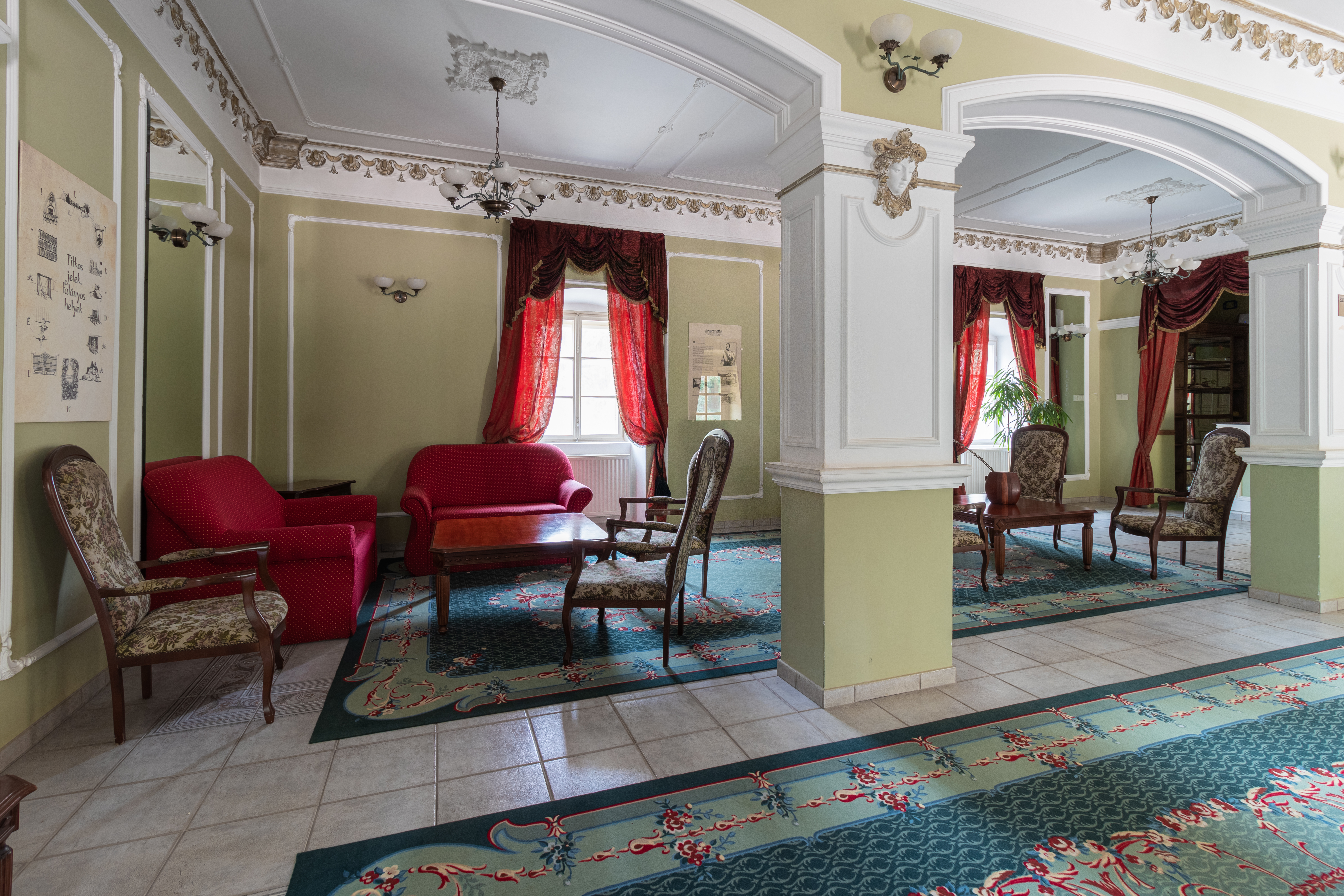
Puchner kastély előtere

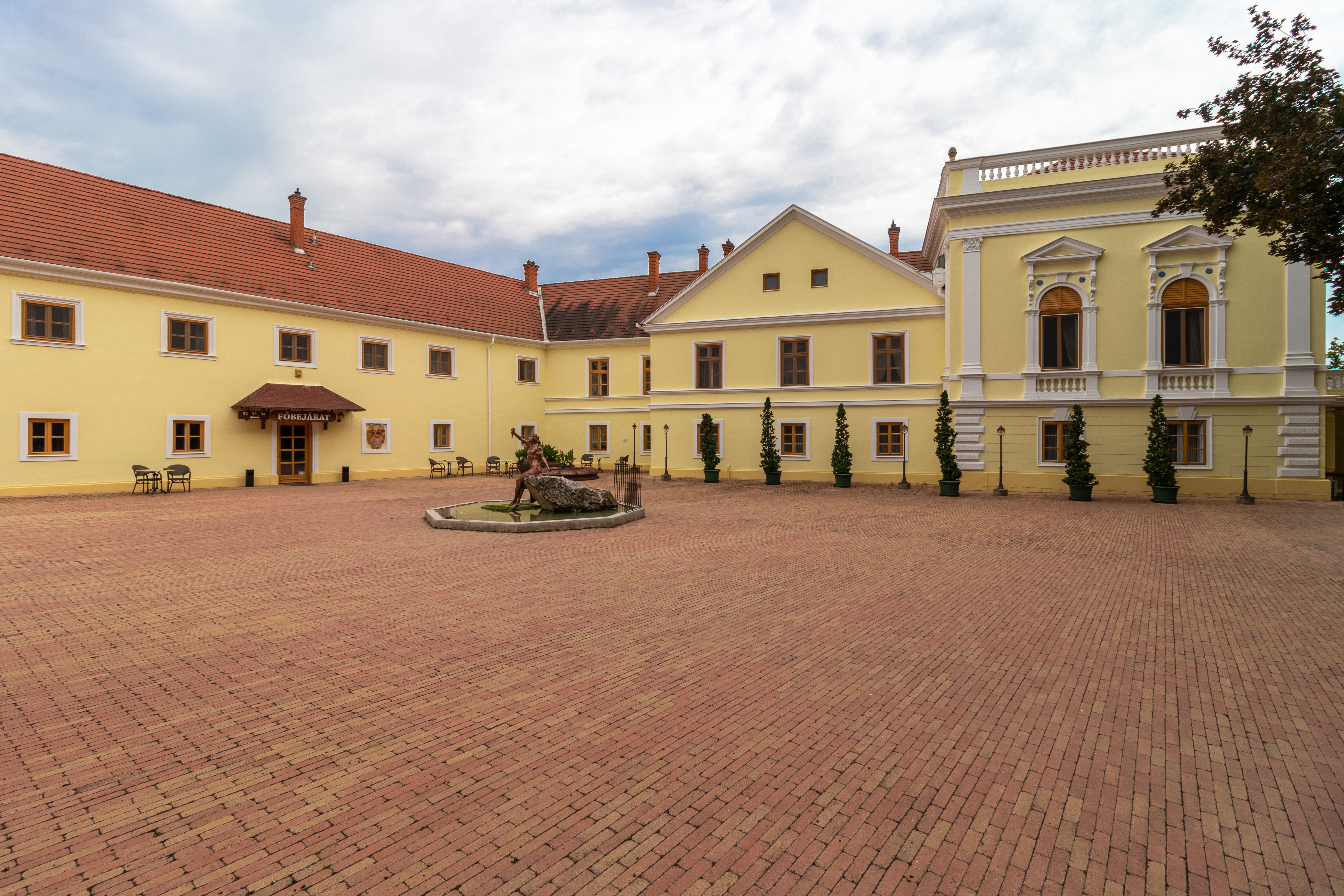
Puchner kastély belső udvara

## A kastély(szálló)
Jelenleg kastélyszállóként üzemel a korabeli, XIX. századi újklasszicista (igazán különleges) hangulatot termtve a belső terek, a csillárok és a patinás, ám de kényelmes bútorok, egyedi tervezésű szőnyegei, márványlépcsőjének összhangja révén.
A háromszintes, egyemeletes, tetőtér beépítésű épület, U alakú és aszimmetrikus is egyben. A főútról díszes kapun (csak gyalogosan) érhető el az épületet és az egykori főbejárat mellett a szépen felújított belső udvar található.
A kastély legdíszesebb – főúthoz közel eső - szárnya historizáló hatású, a stílust meghatározó oszlopokon nyugvó díszes erkélyével, pompás ablakaival. Ebben a szárnyban, az irodák mellett korhűen kialakított kettő és négy ágyas szobák és egy – kívülről is jól elkülönítetten látszó - (királyi)lakosztály található. A hatalmas díszfákkal övezett utcai oldalt a Puchner család egykori címere díszíti. A társalgón és a szivar szobán keresztül közelíthető meg a monarchia stílusú étterem a Habsburg-terem, a Katalin-terem (ehhez csatlakozik az ún. Romker a Roza-teremmel).
A négyhektáros parkban további szálláshelyeknek otthont adó udvarház, palota, vendégházak és az élménybirtok épületei, valamint egy konferenciaközpont, sportközpont és a fürdőház, kültéri medence és gyerekjátszótér is található.